# Política de los Emiratos Árabes Unidos
Los Emiratos Árabes Unidos es un estado federal formado por siete Emiratos, en el que cada emirato tiene una fuerte independencia. De esta forma, cada gobernante elige el ritmo de transición entre un estado tradicional a otro de una economía moderna. Los siete emires de los EAU forman el consejo supremo, principal órgano de gobierno. Cada cinco años, dos de ellos son elegidos presidente y vicepresidente del consejo. Aunque no sea oficial, el presidente del país es por herencia un jeque del emirato de Abu Dabi y el primer ministro, el jeque del emirato de Dubái. Zayed bin Sultán Al Nahayan fue el presidente de los Emiratos desde su fundación hasta su muerte el 2 de noviembre de 2004. Su hijo mayor, Jalifa bin Zayed Al Nahayan fue presidente hasta el 13 de mayo de 2022, el actual presidente es Mohamed bin Zayed Al Nahayan.
El Consejo Supremo es también el encargado de elegir los miembros del Consejo de Ministros, mientras que Consejo Nacional Federal es el órgano legislativo federal compuesto por 560 miembros de los cuales 364 son electos por los ciudadanos emiratíes y el resto son designados por los gobernantes de cada emirato. El Consejo Nacional Federal es el encargado de revisar las leyes propuestas por el gobierno. Hay también un sistema judicial federal, al que se han unido todos los estados salvo Dubái y Ras Al-Jaymah. Todos los emiratos imparten la ley islámica y la secular para casos civiles, criminales y en la corte macaquiensa

## Gobierno tradicional
El gobierno de los Emiratos ha introducido una política de flexibilización fiscal para permitir la recuperación económica. Las reformas estructurales se intensificaron, junto con el anuncio de un nuevo plan para un estímulo fiscal en los próximos tres años y el aumento de la inversión pública antes de la Expo Mundial 2020. Abu Dhabi planea invertir 50.000 millones de AED 13.000 millones de dólares o el 3,5% del PIB de los Emiratos Árabes Unidos del 2017, además de la inversión planificada del gobierno de Dubái de 6 mil millones USD para la Expo 2020, en particular para la expansión de aeropuertos y áreas metropolitanas y el desarrollo del sitio. Se espera que las autoridades regresen gradualmente a una política de consolidación fiscal a medida que la actividad del sector privado repunte. Se pronostica que el saldo fiscal general volverá a un superávit a partir de 2020 y debería permanecer en positivo después de esta fecha. Los mayores ingresos del petróleo en la primera mitad de 2018 permitieron que los depósitos del gobierno aumentaran rápidamente y brindaron apoyo a la liquidez del sistema bancario y al crecimiento del crédito privado. La rentabilidad del banco también ha aumentado gracias a las tasas de interés más altas; sin embargo, los préstamos improductivos ahora representan una mayor participación en la combinación total de préstamos. El aumento de los precios del petróleo hasta el primer semestre de 2018 también permitió que el superávit de la cuenta corriente aumentara a 6,9% del PIB en 2017, y luego a 7,2% en 2018. Mientras se espera que el superávit se mantenga fuerte, la exposición del país a los precios mundiales del petróleo es significativa a pesar de los esfuerzos de diversificación. Los riesgos externos no petroleros también han aumentado, ya que la disminución del comercio mundial y los flujos de inversión podrían afectar la economía de los Emiratos, que genera ingresos considerables en cuanto centro de reexportación en la región. Abu Dabi ha invertido en formas alternativas de producción de energía y se espera que la primera central nuclear del país, Barakah Power Plant, abra en 2019. Sin embargo, su lanzamiento ha sufrido retrasos. El gobierno de Abu Dabi también ha estado invirtiendo en el proyecto 'Ciudad Masdar' para construir una ciudad de 6 km² que se basa únicamente en las energías solar y renovable. Además, Abu Dabi posee el cuarto fondo de riqueza soberana más grande del mundo, con un valor total estimado en 828 mil millones USD. La economía emiratí registró una tasa de inflación de 3,5% en 2018 y se espera que esta tasa disminuya a 1,9% en 2019. Además, la deuda bruta del gobierno general fue de 17,8% del PIB en 2018 y se espera que permanezca en el mismo nivel en 2019 y 2020. Los Emiratos Árabes Unidos siguen estando en el centro del conflicto diplomático entre varios estados árabes y Catar que explotó en junio de 2017. Los Emiratos Árabes Unidos cortaron todas las relaciones diplomáticas y acusaron a Catar de interceptar dos de sus aviones civiles con aviones de la fuerza aérea. Mientras tanto, Catar acusó a los EAU de violar su espacio aéreo con un avión militar y presentó dos quejas ante la ONU sobre lo sucedido. Sin embargo, las autoridades emiratíes fueron permisivos con una prohibición de envío de mercancías entre los EAU y Catar en febrero de 2019, a pesar de las disputas en curso tanto en la ONU como en la OMC.
A pesar del cambio a lo largo del tiempo y los rápidos cambios económicos y sociales del país, la institución de los majlis hasta hoy mantiene su relevancia. En muchos emiratos, el Gobernante y una serie de otros miembros mayores de la familia continúan celebrando un majlis abierto, en el que los participantes pueden presentar una amplia gama de temas, tanto de interés personal como de preocupación más amplia. Esto sigue siendo un paralelismo importante de la participación política y enriquece la participación política en el contexto cultural.

## Nueva ola de cambio
Un proceso de reforma política se está actualmente materializando en los Emiratos Árabes Unidos con el objetivo final de aumentar la participación y “afianzar el imperio de la ley y las garantías procesales, la responsabilidad, transparencia e igualdad de oportunidades…”
En consecuencia, el proceso de modernización política fue diseñado en tres fases: en primer lugar, realizar elecciones para elegir la mitad de los miembros del CFN a través de un Colegio Electoral; en segundo lugar, ampliar los poderes del CFN y aumentar el número de sus miembros para hacer de la institución política un organismo más autorizado; y por último, una elección abierta para la mitad del Consejo.
Un paso histórico en este proceso de reforma diseñado para mejorar la participación pública en el sistema político de los Emiratos Árabes Unidos fueron las primeras elecciones indirectas para el Consejo Federal Nacional (CFN), en diciembre de 2006. La acción iba encaminada a permitir una mayor participación e interacción de los ciudadanos del país.
El primer paso hacia el cambio político fue el establecimiento del Colegio Electoral. Se creó mediante un proceso por el cual cada emirato nombraba un Concejo que tenía al menos 100 veces el número de escaños del CFN a los que tenía derecho. Por ejemplo, los emiratos de Abu Dabi y Dubái, que tienen derecho a ocho escaños en el CFN, podían nombrar al menos a 800 electores cada uno en sus respectivos colegios electorales.
Todos podían nombrar a más si lo deseaban, y en algunos emiratos, los colegios eran considerablemente mayores que el número mínimo establecido. Estos representantes elegían a continuación a la mitad de los miembros del CFN para su emirato, y el Gobernante nombraba a la otra mitad. Este mecanismo de elecciones indirectas para un cargo público trajo nuevas caras al proceso político y también estableció una cultura basada en la elección por primera vez en la historia de los Emiratos Árabes Unidos.
En diciembre de 2008, el Consejo Supremo aprobó enmiendas constitucionales para otorgar más poderes al CFN y mejorar la transparencia y rendición de cuentas del gobierno.
En primer lugar, el mandato para los miembros del CFN se amplió de dos a cuatro años, lo que permite un marco de tiempo más apropiado para el debate de las cuestiones. En segundo lugar, otra enmienda exige que la sesión del CFN empiece cada año en la tercera semana de octubre, con la consiguiente reducción de la duración de la suspensión de actividades parlamentarias para que coincida con el trabajo del Gabinete y permita una mayor cooperación entre el gobierno y el CFN. En tercer lugar, se ha modificado un ulterior artículo para permitir que el gobierno notifique al CFN los acuerdos internacionales y convenciones que se propone firmar, lo que ofrece al CFN la oportunidad de debatirlos antes de su ratificación.
Además, la última enmienda establece que el primer ministro o sus viceministros o cualquier ministro federal no ejercerán ningún trabajo profesional ni comercial ni realizarán transacciones comerciales con el gobierno federal ni con los gobiernos locales.
De ese modo, los cambios previstos y asumidos por la clase dirigente de los Emiratos Árabes Unidos representan una iniciativa autóctona que refleja la necesidad de transformar el patrimonio político tradicional del país: basándose en el consenso, la primacía del proceso consultivo y el gradual cambio social, hacia un sistema más moderno que tenga en cuenta los rápidos avances socioeconómicos realizados desde la creación de la federación.